# Jízdárna (Paříž)
Jízdárna (francouzsky Salle du Manège) byla královská jízdárna v Paříži, která sloužila během Velké francouzské revoluce jako jednací sál zákonodárného sboru. Nacházela se v prostoru dnešní ulice Rue de Rivoli ve 2. obvodu.

## Historie
Stavba byla postavena v letech 1715-1722 pro mladého krále Ludvíka XV., který se zde učil jezdit na koni. Architekt Robert de Cotte (1656-1735) navrhl budovu o rozměrech 120×20 metrů, která byla umístěná po severní straně Tuilerijských zahrad poblíž Tuilerijského paláce.
Po vypuknutí Velké Francouzské revoluce a návratu Ludvíka XVI. do Paříže v září 1789, přeložilo ústavodárné Národní shromáždění, které vzniklo přeměnou z generálních stavů, své sídlo rovněž z Versailles do Paříže a zasedalo od 9. listopadu 1789 v jízdárně v bezprostřední blízkosti panovníka, který byl internován v Tuilerijském paláci.
Uvnitř byly instalovány lavice pro poslance, ale prostor byl velmi úzký, akustika nevyhovující a na galeriích a balkonech bylo pro diváky velmi málo místa. Národní shromáždění zde zasedalo až do roku 1792 a poté i jeho nástupce Národní konvent.
Při útoku na Tuilerijský palác 10. srpna 1792 se královská rodina uchýlila do jízdárny pod ochranu Národního shromáždění. Legislativci rozpustili shromáždění, které bylo nahrazeno novým parlamentem – Národním konventem. Ten vyhlásil 21. září zrušení monarchie a zřízení Francouzské republiky. V prosinci téhož roku se v jízdárně konal proces s Ludvíkem XVI.
Instituce nové republiky přesídlily 10. května 1793 do sousedního Tuilerijského paláce. Uvolněná jízdárna byla během Direktoria v letech 1795-1798 sídlem legislativní Rady pěti set. Po Brumairovém převratu Napoleona Bonaparta jízdárna osiřela a v roce 1803 byla zbořena. Na jejím místě se dnes nachází část ulice Rue de Rivoli.